# Ganglion ptérygopalatin

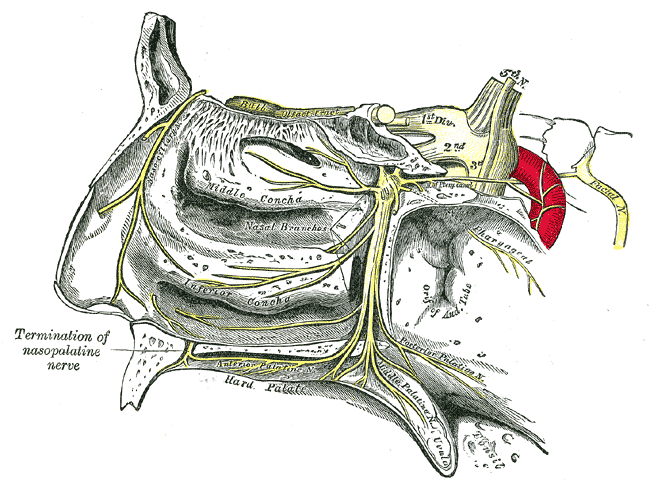
Ganglion ptérygopalatin et ses ramifications.

Le ganglion ptérygo-palatin (ou sphéno-palatin), également appelé ganglion de Meckel, est un ganglion nerveux situé derrière la cavité nasale, dans la fosse ptérygo-palatine. Celle-ci est formée par :
- en avant : la partie postérieure de l'os maxillaire ;
- en arrière : le processus ptérygoïde de l'os sphénoïde ;
- en haut : le corps du sphénoïde et l'os ethmoïde.

Ce ganglion contient des fibres nerveuses du système nerveux autonome qui innervent les cavités nasale et orale (ou buccale), ainsi que les glandes lacrymales et la partie supérieure du larynx, provenant du nerf vidien formé respectivement du nerf grand pétreux, contenant l'information parasympathique du nerf facial VII et du nerf pétreux profond, avec l'information orthosympathique du plexus carotidien interne. Il est responsable également de la modification du débit sanguin cérébral du lobe pariétal. Sa stimulation pourrait présenter un intérêt dans le traitement d'accident vasculaire cérébral.